# Чайлай (Вісконсин)
Чайлай (англ. Chili) — переписна місцевість (CDP) в США, в окрузі Кларк штату Вісконсин. Населення — 205 осіб (2020).

## Географія
Чайлай розташований за координатами 44°38′0″ пн. ш. 90°21′43″ зх. д. / 44.63333° пн. ш. 90.36194° зх. д. (44.633455, -90.361910).  За даними Бюро перепису населення США в 2010 році переписна місцевість мала площу 3,37 км², з яких 3,33 км² — суходіл та 0,04 км² — водойми.

## Демографія
Згідно з переписом 2010 року, у переписній місцевості мешкало 226 осіб у 88 домогосподарствах у складі 67 родин. Густота населення становила 67 осіб/км².  Було 95 помешкань (28/км²).
Расовий склад населення:
| - 93,4 % — білих - 0,4 % — корінних американців - 0,4 % — чорних або афроамериканців - 0,4 % — азіатів - 4,4 % — осіб інших рас |

До двох чи більше рас належало 0,9 %. Частка іспаномовних становила 6,2 % від усіх жителів.
За віковим діапазоном населення розподілялося таким чином: 28,3 % — особи молодші 18 років, 60,6 % — особи у віці 18—64 років, 11,1 % — особи у віці 65 років та старші. Медіана віку мешканця становила 33,5 року. На 100 осіб жіночої статі у переписній місцевості припадало 117,3 чоловіків;  на 100 жінок у віці від 18 років та старших — 110,4 чоловіків також старших 18 років.
Середній дохід на одне домашнє господарство  становив 54 553 долари США (медіана — 44 167), а середній дохід на одну сім'ю — 62 934 долари (медіана — 32 250). За межею бідності перебувало 18,0 % осіб, у тому числі 17,7 % дітей у віці до 18 років та 13,6 % осіб у віці 65 років та старших.
Цивільне працевлаштоване населення становило 125 осіб. Основні галузі зайнятості: виробництво — 40,0 %, роздрібна торгівля — 23,2 %, освіта, охорона здоров'я та соціальна допомога — 23,2 %.